# Fifty Who Made DC Great

Обложка ван-шота Fifty Who Made DC Great. Художники: Курт Суон, Мёрфи Андерсон и Арне Старр

Fifty Who Made DC Great (рус. «Пятьдесят Тех, Кто Сделал DC Великими») — ван-шот издательства DC Comics, опубликованный в 1985 году в честь 50-й годовщины издательства. Издание появилось в формате комикса, но тем не менее содержала текст с фотографиями и фоновыми карикатурами. Как объяснила Дженет Кан, тогда президент и издатель DC Comics, в профилях были указаны «пятьдесят человек и фирм, которые помогли DC Comics стать великими». Также Кан заявила: «[М]ы выбрали тех, кто открыл новые просторы для нас, и кто сформировал наше прошлое и будущее». Статьи для профилей были написаны Барри Марксом, Томасом Хиллом и Джоуи Калавиери, а карикатуры нарисовал Стивен Петруччио. Барри Маркс также выступил в качестве редактора издания. Главным дизайнером был назначен Нил Познер. Курт Суон, Мёрфи Андерсон и Арне Старр нарисовали обложку выпуска, на которой Кларк Кент держит в руках «Пулю DC».

## Список пятидесяти
| Имя/Название                 | Род деятельности                                  | Примечания |
| ---------------------------- | ------------------------------------------------- | --- |
| М. С. Гейнс                  | издатель                                          | совладелец National Allied Publications |
| Малкольм Уилер-Николсон      | писатель/сценарист, интерпренёр                   | основатель National Allied Publications, предшественника DC Comics                                                                                                |
| Гарри Доненфельд             | издатель                                          | совладелец National Allied Publications |
| Джек Лейбовиц                | издатель                                          | совладелец National Allied Publications |
| Джерри Сигел                 | писатель/сценарист                                | соавтор-создатель Супермена |
| Джо Шустер                   | художник                                          | соавтор-создатель Супермена |
| Боб Кейн                     | писатель/сценарист, художник                      | автор-создатель Бэтмена |
| Билл Фингер                  | писатель/сценарист                                | «пособник» в создании Бэтмена. |
| Warner Publishing Services   | компания-дистрибьютор                             | дочерняя компания DC Comics, ответственная за распространение изданий в газетные киоски и спецмагазины, ранее была известна как Independent News Company, Inc.    |
| Шелдон Майер                 | писатель/сценарист, художник, редактор            | автор-создатель серии комиксов о Шугар и Спайке |
| Сол Харрисон                 | должностное лицо                                  | Президент DC (1976—1980) |
| Эрвин M. «Бад» Баднер        | дистрибьютор                                      | основатель агентства Delmar News Agency |
| Гарднер Фокс                 | писатель/сценарист                                | соавтор-создатель команд «Общества Справедливости Америки» и «Лиги Справедливости Америки».                                                                       |
| Уильям Моултон Марстон       | писатель/сценарист                                | автор-создатель Чудо-женщины |
| Эмиль Керсбилк               | издатель                                          | издатель комиксов DC во Франции |
| Каррол Рэйнсторм             | литературный агент                                | ответственный за лицензирование международных издательских прав DC                                                                                                |
| Fleischer Studios            | студия анимации                                   | студия. снявшая мультсериал 1940 года «Супермен» |
| Бад Колиер                   | актёр                                             | озвучил Супермена в радиопередаче «Приключения Супермена» |
| Кирк Элин                    | актёр                                             | снялся в роли Супермена в киносериале 1948 года «Супермен», и в его продолжении 1950 года «Атомный Человек против Супермена»                                      |
| Морт Вайсингер               | редактор                                          | редактор серии комиксов о Супермене' в период со второй половины 1950-х до 1970 года; соавтор-создатель Аквамена, Зелёной стрелы и Джонни Куика.                  |
| Уитни Эллсворт               | писатель/сценарист                                | продюсер и автор сценария телесериала «Приключения Супермена» |
| Джордж Ривз                  | актёр                                             | снялся в роли Супермена в телесериале «Приключения Супермена» |
| Уэйн Боринг                  | художник                                          | художник серии комиксов о Супермене в период с конца 1940-х до конца 1950-х.                                                                                      |
| Курт Суон                    | художник                                          | художник, чьё имя наиболее часто связывают с персонажем Супермена Серебряного и Бронзового веков комиксов.                                                        |
| Бернар Тру                   | редактор                                          | редактор комиксов DC во Франции |
| World Color Press            | печатная компания                                 | В 1985 году виднейшая фигура на специализированном рынке комиксной и газетной продукции.                                                                          |
| Роберт Канигер               | писатель/сценарист, издатель                      | соавтор-создатель Сержанта Рока |
| Юлиус Шварц                  | редактор                                          | был ответственным за возрождение таких персонажей как Флэш, Зелёный Фонарь, Человек-ястреб, and Атом; долгое время редактировал серии комиксов Batman и Superman. |
| Джерри Бэйлс                 | обозреватель поп-культуры                         | человек, в 1960-х являющийся основной силой в формировании фандома комиксов, вел переписку с Кармайном Инфантино.                                                 |
| Рой Томас                    | писатель/сценарист, редактор                      | соавтор-создатель команд «Все-звёздный эскадрон» and «Infinity, Inc.».                                                                                            |
| Адам Уэст                    | актёр                                             | исполнитель роли Бэтмена в телесериале «Бэтмен» 1960 года. |
| Бёрт Уорд                    | актёр                                             | исполнитель роли Робина в телесериале «Бэтмен» 1960 года. |
| Licensing Company of America | компания по выдаче лицензий                       | выдача и продвижение прав на персонажей DC |
| Кармайн Инфантино            | художник, должностное лицо                        | соавтор-создатель Флэша Серебряного века; главный редактор и издатель                                                                                             |
| Нил Адамс                    | художник                                          | художник серий комиксов Batman и Green Lantern/Green Arrow, выходящих в 1970-х.                                                                                   |
| Денни O’Нил                  | писатель/сценарист, редактор                      | писатель/сценарист серий Batman и Green Lantern/Green Arrow, выходящих в 1970-х.                                                                                  |
| Адольф Крабатек              | издатель                                          | издатель комиксов DC в Германии |
| Hanna-Barbera Productions    | студия анимации                                   | продюсеры телесериала Супердрузья |
| Илья Салкинд                 | кинопродюсер                                      | продюсер фильма 1978 года «Супермен» и его продолжений. |
| Александр Салкинд            | кинопродюсер                                      | продюсер фильма 1978 года «Супермен» и его продолжений. |
| Кристофер Рив                | актёр                                             | исполнитель роли Супермена в фильме 1978 года «Супермен» и его продолжениях.                                                                                      |
| Линда Картер                 | актриса                                           | исполнительница роли Чудо-женщины в одноимённом сериале 1970-х.                                                                                                   |
| Фил Сейлинг                  | дистрибьютор, организатор встреч фанатов комиксов | развил концепцию прямого распределения продукции, согласно которой комиксы издательства доставлялись прямиком в спецмагазины комиксов.                            |
| Bud Plant                    | компания-дистрибьютор                             | в ранние годы DC Comics один из распространителей продукции издательства                                                                                          |
| Марв Вольфман                | писатель/сценарист, редактор                      | соавотор-создатель команды Новые Юные Титаны, писатель/сценарист ограниченной серии комиксов Crisis on Infinite Earths                                            |
| Джордж Перес                 | художник                                          | соавтор-создатель команды Новые Юные Титаны, художник ограниченной серии комиксов Crisis on Infinite Earths                                                       |
| Фрэнк Миллер                 | писатель/сценарист, художник                      | автор-создатель Ронина |
| Хелен Слейтер                | актриса                                           | исполнила роль Супергёрл в одноимённом фильме 1984 года |
| Ореховое масло Superman      | пищевой продукт                                   | Первый пищевой продукт, произведенный DC по лицензии на пищевые продукты                                                                                          |
| Kenner Products              | производитель игрушек                             | производитель линии игрушек, известной как Super Powers Collection                                                                                                |

## Воспоминания знаменитых людей
Также, кроме основного списка профилей, в Fifty Who Made DC Great были включены краткие заметки известных людей (актёров, писателей, музыкантов, общественных деятелей и пр.), сформировавшие раздел «Воспоминания знаменитых людей». Среди них можно заметить высказывания Дэниэла П. Мойнихэна, Ричарда Корбена, Рэя Брэдбери, Глории Стайнем, Морта Уолкера, Милтона Глейзера, Уолтера Кёнига, Джина Сискеля, Стивена Кинга, Джина Симмонса, Джима Хенсона, Дэвида Л. Уолпера, Стэна Ли, Сьюзан Стэмберг, Роджера Эберта, Брук Шилдс, Кэрол Бэллами и Вупи Голдберг.

## Наследие
Ван-шот Fifty Who Made DC Great был указан в качестве источника справочной информации в некоторых книгах. Среди них:
- The All-Star Companion Том 1. Автор: Рой Томас[5].
- Comic Book Nation: The Transformation of Youth Culture in America авторства Брэдфорда У. Райта[6].
- American National Biography: Supplement, написанная Полом Р. Бетцем и Марком Кристофером Карнсом[7].
- Of Comics and Men: A Cultural History of American Comic Books  авторства Жан-Поля Габилье, Барта Бьюти и Ника Нгуена[8].
- 75 Years of DC Comics The Art of Modern Mythmaking. Автор: Пол Левиц[9]